# Pietro Vidoni (1759-1830)
Pietro Soresina-Vidoni (Cremona, 2 settembre 1759 – Roma, 10 agosto 1830) è stato un cardinale italiano.

## Biografia

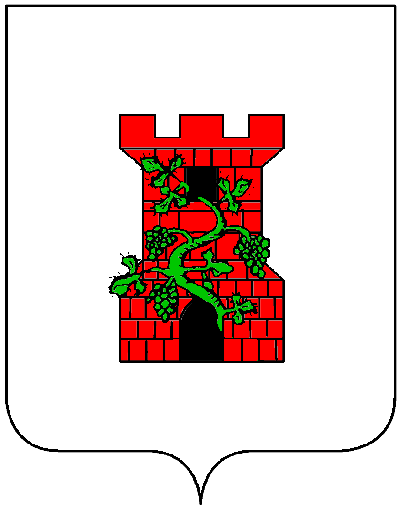
Stemma della famiglia Vidoni

Nacque a Cremona il 2 settembre 1759. Suo antenato era l'omonimo cardinale Pietro Vidoni (1610-1681). La famiglia Vidoni, nel frattempo estinta, era confluita in quella dei Soresina, dando inizio al casato dei Soresina-Vidoni. Il loro palazzo si trova tuttora a Cremona in via Alessandro Manzoni, angolo via Cesare Battisti.
Studiò dapprima in casa, sotto la guida del precettore che era già stato precettore del padre, poi, dal 1766 al Collegio San Carlo di Modena e dal 1771 al Collegio Nazareno di Roma; quindi dal 1778 alla Pontificia Accademia dei Nobili Ecclesiastici, ottenendo le lauree in teologia e giurisprudenza.
Papa Pio VI lo nominò ciambellano privato soprannumerario. Nel 1781 divenne referendario dei Tribunali della Segnatura Apostolica e fu nominato prelato domestico di Sua Santità; nel 1784 fu promosso protonotario apostolico. Fu inviato a Ferrara come vice-legato dal 1785 al 1790. Tornò a Roma nello stesso anno come relatore della Sacra Consulta. Dal 1800 al 1808 fu delegato apostolico di Ancona, a cui dal 1806 aggiunse la delegazione di Urbino e Pesaro. Quando i francesi occuparono le Marche, fece ritorno a Roma e nel 1809, quando papa Pio VII fu deportato in Francia, fu costretto a tornare a Cremona, da dove si trasferì nuovamente a Roma nel 1814, al ritorno del papa.
Papa Pio VII lo elevò al rango di cardinale nel concistoro dell'8 marzo 1816. L'11 marzo dello stesso anno ricevette la berretta cardinalizia e il 29 aprile la diaconia di San Nicola in Carcere. Non avendo mai ricevuto gli ordini sacri, ricevette quattro dispense. Fu camerlengo del Collegio cardinalizio dal 1825 al 1826.
Partecipò al conclave del 1823, che elesse papa Leone XII, e al conclave del 1829, che elesse papa Pio VIII.
Morì il 10 agosto 1830 all'età di 70 anni a Roma e fu sepolto nella cappella di Santa Maria della Purità nella basilica di Sant'Andrea della Valle, accanto alle spoglie del cardinale Giovanni Francesco Stoppani.